# Agustín Pérez
Agustín Nicolás Pérez es un futbolista argentino que juega en la demarcación de arquero en el Club Atlético Fénix de la Primera B Metropolitana del fútbol argentino.

## Trayectoria
Pérez, surgido de las inferiores del Platense, hizo su debut en la primera de este club, en un partido contra Chacarita Juniors en el 2012. Desde su debut en Platense disputó un total de 16 partidos.
En enero de 2015 llega como agente libre a Fénix donde es el actual arquero titular.

## Clubes
| Club     | País      | Año         |
| -------- | --------- | ----------- |
| Platense | Argentina | 2012 - 2015 |
| Fénix    | Argentina | 2015 -      |